# Victor Brants
Victor Leopold Jacques Louis Brants (1856–1917) foi um historiador econômico e social belga, professor da Universidade Católica de Lovaina.

## Vida
Brants nasceu na Antuérpia em 23 de novembro de 1856. Ele lecionou na Universidade Católica de Leuven desde 1878 e foi nomeado professor em 1888. Em 1882 fundou a Société Belge d'Économie Sociale. Após a agitação pública de 1886, o governo chefiado por Auguste Beernaert nomeou Brants para uma comissão sobre a condição das classes trabalhadoras, dando-lhe considerável influência na legislação social. Ele era um católico social profundamente comprometido.
Na universidade, ele ensinou economia política, economia social, crédito, câmbio e finanças, legislação trabalhista e história. Como historiador, seu trabalho se concentrou na legislação econômica e monetária dos Habsburgos, na Holanda. Ele foi um membro ativo da Comissão Real para a publicação das antigas leis dos Países Baixos, e um colaborador da Biographie Nationale de Belgique e da Enciclopédia Católica.
Em 1895 foi eleito membro correspondente da Academia Real de Ciências, Letras e Belas Artes da Bélgica e, em 1899, membro efetivo.
Deslocado pela Violação da Bélgica em 1914, ele viveu como refugiado em Bruxelas, onde caiu no isolamento e na pobreza. Ele morreu durante uma cirurgia pulmonar sem anestesia em Leuven, em 28 de abril de 1917, oferecendo seu sofrimento com os olhos fixos na imagem de Cristo.

## Obras
- Histoire des classes rurales aux Pays-Bas jusqu'à la fin du XVIIIe siècle (Bruxelas, 1881)
- Propriété et communauté dans le droit athénien (Leuven, 1882)
- Les formes juridiques de l'exploitation du sol dans l'ancienne attique (1883)
- L'économie politique au Moyen-Age: esquisse des théories économiques professées par les écrivains des XIIIe et XIVe siècles (1895)
- La Législation autrichienne sur le dimanche dans l'industrie et le commerce privés (Leuven, 1897)
- L'autonomie internationale de la Belgique sous les archiducs Albert et Isabelle, 1598-1621 (Mâcon, 1901)
- La Petite industrie contemporaine (Paris, 1902)
- La Faculté de Droit de l'Université de Louvain à travers cinq siècles, 1426-1906 (Leuven, 1906)
- La description des Pays-Bas de Don Jorge de Henin, 1628 (Bruxelas, 1907)
- La lutte contre l'usure dans les lois modernes (Paris, 1907)
- Recueil des ordonnances des Pays-Bas: Règne d'Albert et Isabelle, 1597-1621 (2 vols., Bruxelas, 1909-1912)
- La Belgique au XVIIe siècle: Albert et Isabelle: études d'histoire politique et sociale (Leuven, 1910)
- Un défenseur du droit des indigènes aux colônias do século XVI: Fr. de Victoria, 1480-1546 (Bruxelas, 1912)
- Les grandes lignes de l'économie politique (Paris, 1913)
- Le Prince de Machiavel dans les anciens Pays-Bas (Leuven, 1914)
- Recueil des ordonnances des Pays-Bas. 2e série, 1506-1700: Les ordonnances monétaires du XVIIe siècle (Bruxelas, 1914)